# Karl Nagel
Karl Nagel (o Nagalhard) ( 1880 - 1940 ) fue un botánico alemán, que también trabajó extensamente sobre especímenes vegetales fósiles.

## Algunas publicaciones

### Libros
- 1914. Studien über die Familie der Juglandaceen (Estudios sobre la familia de Juglandaceae). Ed. Breitkopf & Härtel. 72 pp.
- 1914. Juglandaceae. Fossilium catalogus. Ed. W. Junk. 87 pp.
- 1916. Betulaceae. Fossilium catalogus. Ed. W. Junk. 177 pp.
- 1922. Gerswalde. 63 pp.
- 1922. Fossilium catalogus: Ulmaceae. Vol. 10. Ed. Kugler. 85 pp.
- karl Nagel, willem joseph Jongmans, sijbren jan Dijkstra, h.w.j. van Amerom). 1922. Ulmaceae: K. Nagelhard. Ed. Junk

## Honores

### Eponimia
- (Orchidaceae) Bletia nagelii L.O.Williams[1]
- La abreviatura «Nagel» se emplea para indicar a Karl Nagel como autoridad en la descripción y clasificación científica de los vegetales.[2]